# Epirhyssa praecincta
Epirhyssa praecincta là một loài tò vò trong họ Ichneumonidae.